# Anthony Frederick George Dixon
Anthony Frederick George Dixon é um entomólogo britânico que desenvolveu um importante trabalho de investigação sobre os afídios. É dele e de Pavel Kindlmann a expressão "gerações encaixadas" (telescoping generations), aplicada à forma de reprodução partenogénica vivípara dos afídios, que já têm embriões a desenvolverem-se no seu interior quando eles próprios ainda são embriões.